# Foreste umide tropicali delle Samoa
Le foreste umide tropicali delle Samoa sono un'ecoregione dell'ecozona oceaniana (codice ecoregione: OC0112).

## Territorio
Le isole Samoa sono un arcipelago di isole vulcaniche situate nell'oceano Pacifico meridionale, circa 600 km a est delle isole Figi. L'arcipelago comprende le isole Savai'i e Upolu (Samoa Occidentali), che da sole rappresentano circa il 90 % della superficie dell'arcipelago,  e le Samoa Orientali, appartenenti politicamente agli Stati Uniti d'America, di cui fanno parte le isole Tutuila, Aunu'u, Ofu, Olosega, Taʻu e Rose. L'arcipelago ha un clima tropicale con abbondanti precipitazioni ed è quasi interamente coperto da foresta pluviale tropicale.

## Flora
L'ecoregione ospita 228 specie di felci e 536 specie di angiosperme, tra cui oltre 100 differenti specie di orchidee. I generi di orchidee più numerosi sono Dendrobium (14 specie), Bulbophyllum (11 spp.), Liparis (5 spp.), Malaxis (5 spp.), Calanthe (4 spp.)  e Phreatia (4  spp.). Un genere di angiosperme, Sarcopygme, è endemico dell'ecoregione.

La foresta pluviale tropicale che domina la regione può essere suddivisa in tre tipologie: la foresta di pianura, la foresta montana e la foresta nebulosa. La foresta  di pianura è dominata da Diospyros samoensis, Diospyros foliosa, Calophyllum inophyllum, Dysoxylum mollissimum subsp. molle, Dysoxylum gaudichaudianum, Allophylus cobbe, Planchonella torricellensis e Syzygium spp.. La foresta montana, più fredda e piovosa, è dominata da Dysoxylum huntii, cui si associano Syzygium spp., Weinmannia spp., Canarium harveyi e Rhus taitensis. Al di sopra dei 650 m si trova la foresta nebulosa, caratterizzata dalla presenza di Polyscias pleiosperma, Dysoxylum huntii e Coprosma savaiiensis; nel sottobosco si trovano Dicranopteris linearis, Freycinetia storckii e Cyathea spp.

## Fauna
L'unico mammifero quasi endemico dell'ecoregione (presente anche nelle vicine isole Figi) è la volpe volante delle Samoa (Pteropus samoensis), un grosso pipistrello frugivoro minacciato dalla caccia, in quanto molto apprezzato dalle popolazioni indigene che se ne cibano.
Sono state censite 37 specie di uccelli tra cui il piccione dentato (Didunculus strigirostris), localmente noto come manumea, proclamato uccello nazionale delle Samoa. Altre specie presenti sono il germano del Pacifico (Anas superciliosa), il pollo sultano (Porphyrio porphyrio samoensis), la colomba frugivora di Perouse (Ptilinopus perousii), la tortorina amichevole delle Samoa (Alopecoenas stairi), il mao (Gymnomyza samoensis) e il tordo insulare delle Samoa (Turdus poliocephalus samoensis). La gallinella delle Samoa (Gallinula pacifica) e la schiribilla fuliginosa (Porzana tabuensis), un tempo abbastanza comuni, sono oggi probabilmente estinte.
Tra i rettili si possono menzionare il boa arboricolo del Pacifico (Candoia bibroni) e 16 diverse specie di sauri (9 della famiglia Scincidae e 7 Gekkonidae).

## Conservazione
Solo una minima parte dell'ecoregione ricade all'interno di aree naturali protette quali per esempio il Parco nazionale di O Le Pupu Pu'e (28 km2) nelle Samoa Occidentali e  il Parco nazionale delle Samoa americane (180 km2) nelle Samoa Orientali.

## Galleria d'immagini

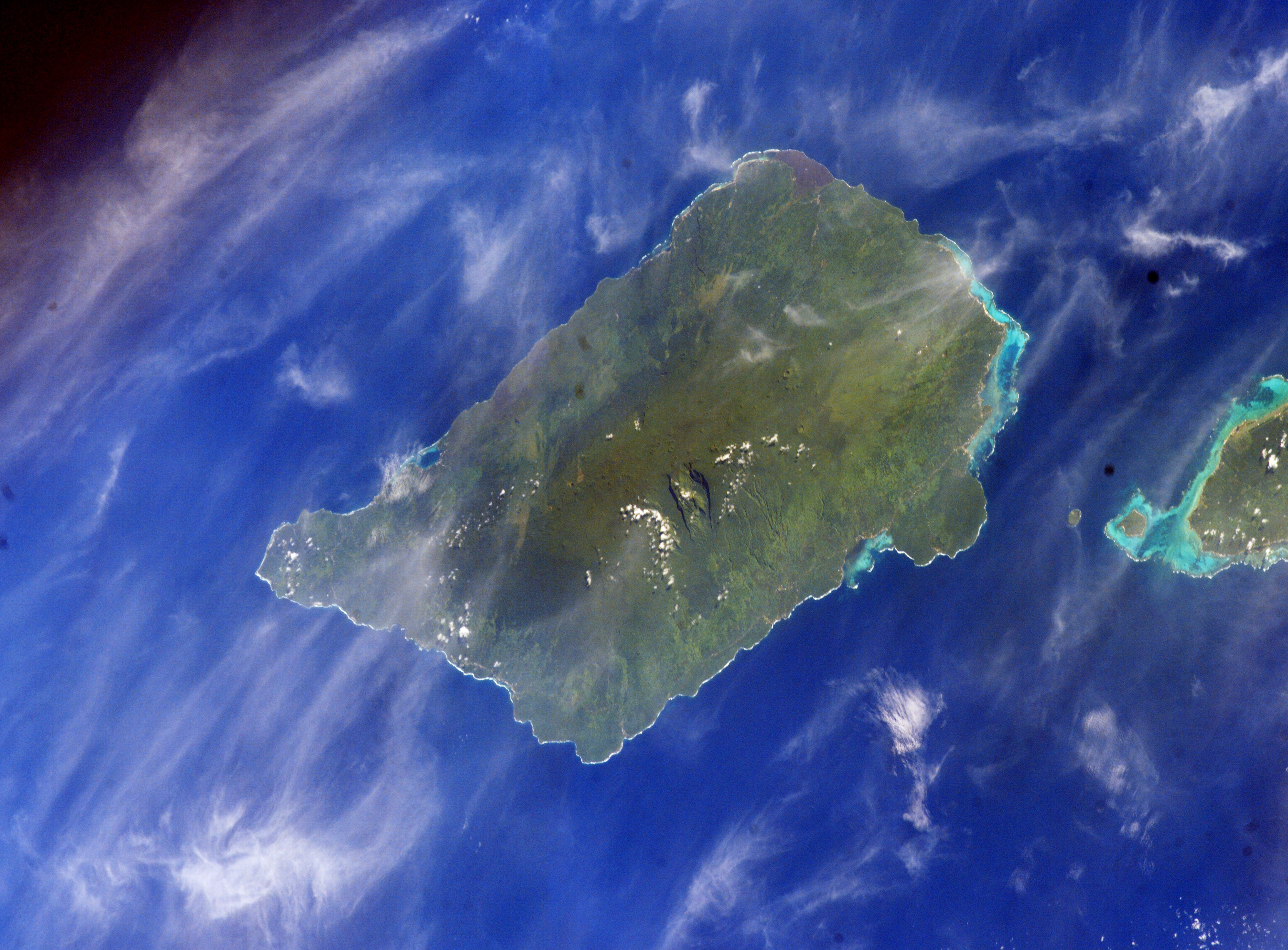
Immagine satellitare dell'isola di Savai'i
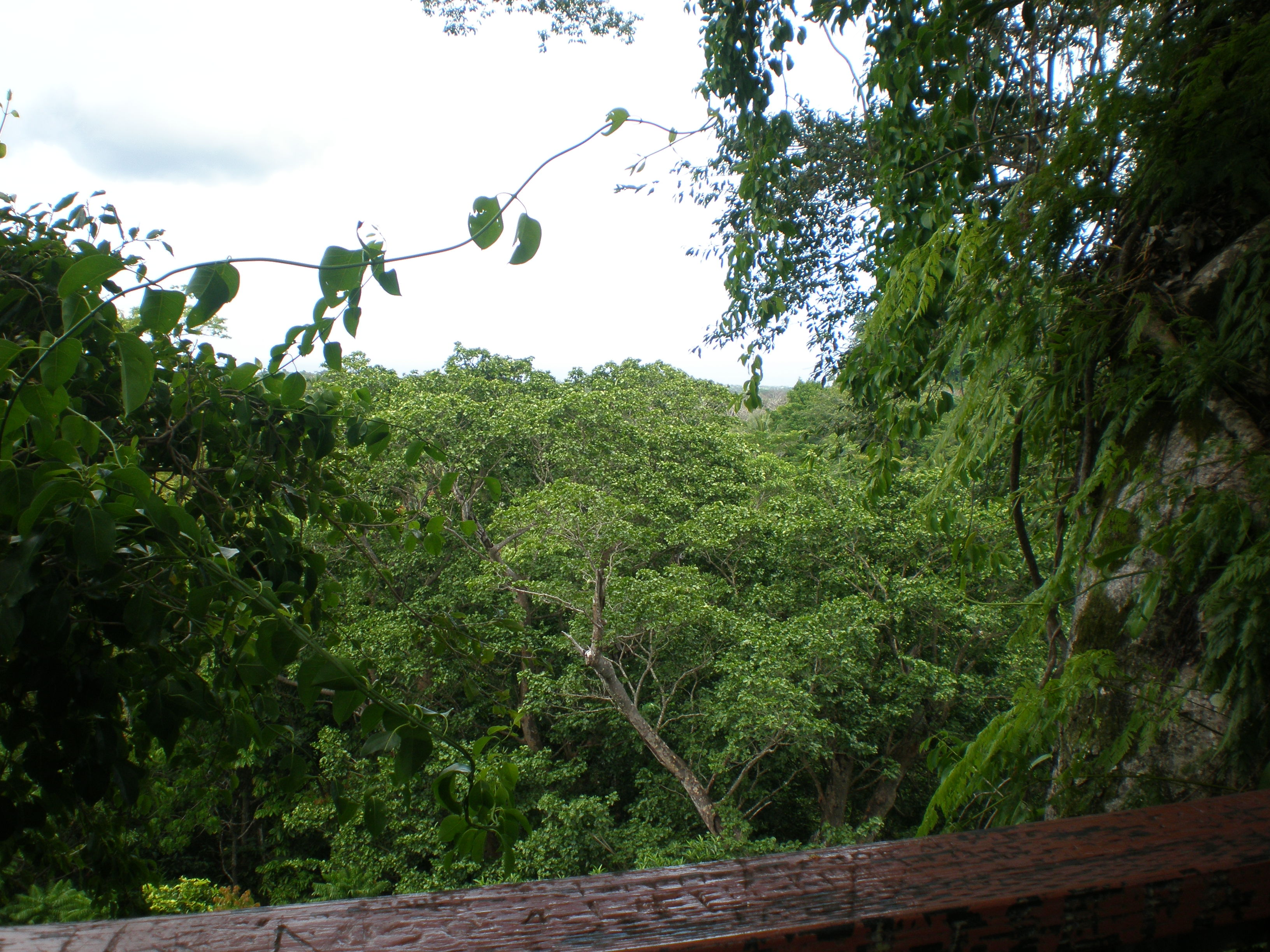
Altra prospettiva della foresta di Falealupo
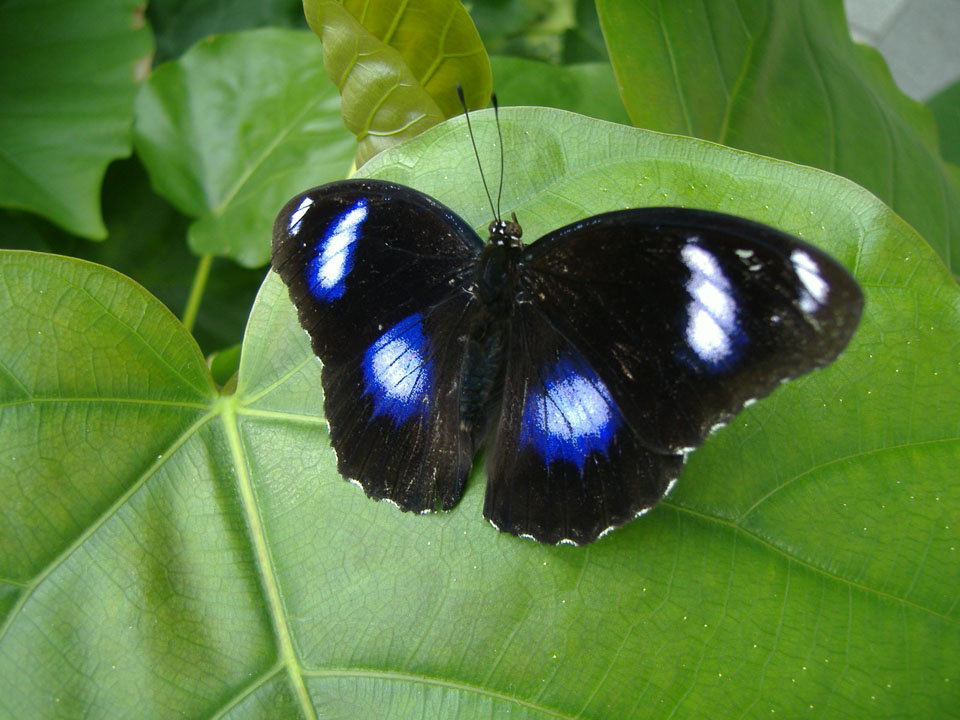
Esemplare di Hypolimnas bolina
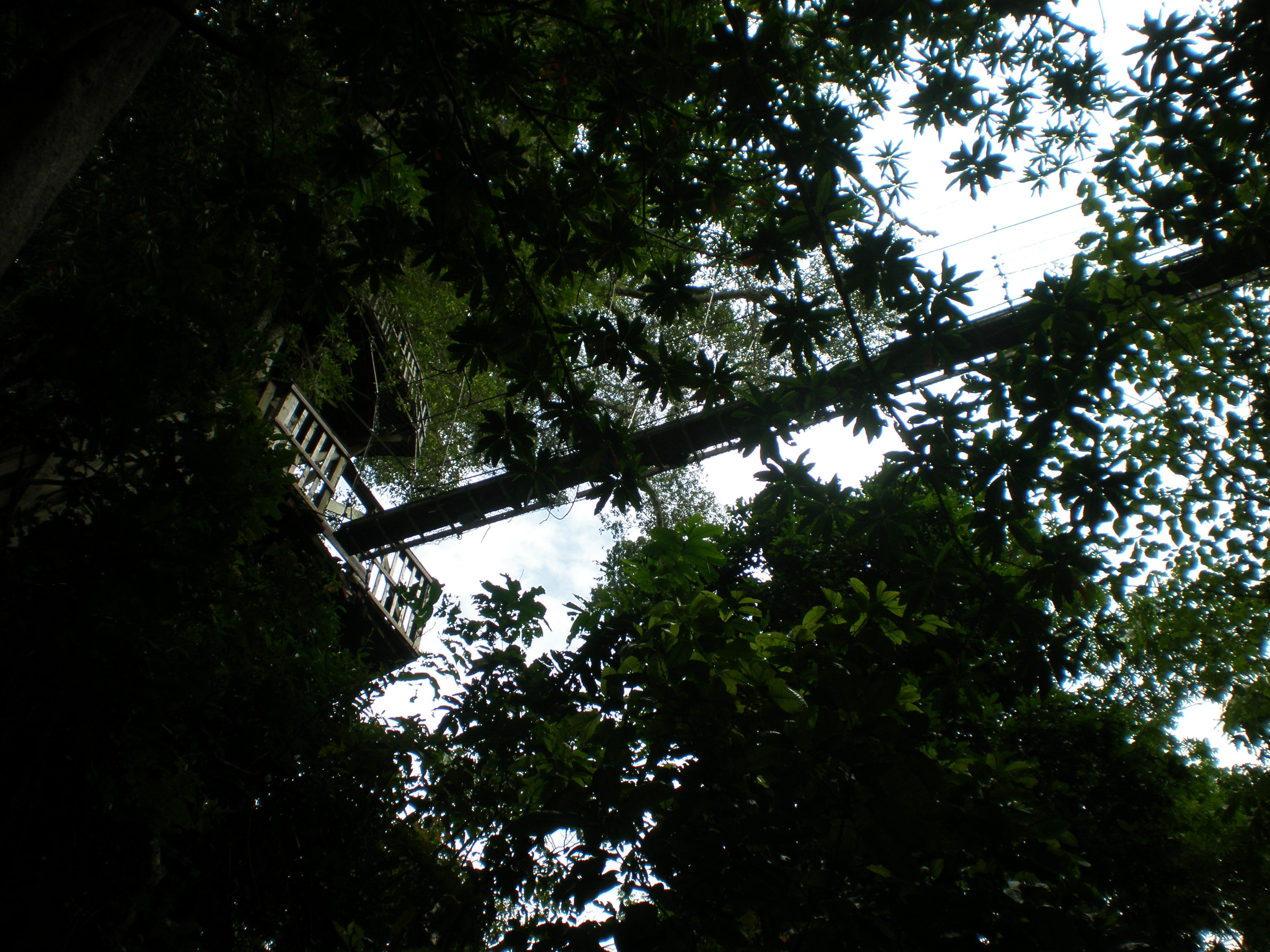